# Fra Ristoro da Campi
Fra Ristoro da Campi (Campi Bisenzio, ... – 1284) è stato un architetto italiano, dell'Ordine dei Frati Predicatori.
Gli sono attribuiti la ricostruzione dei ponti fiorentini alla Carraia e Santa Trinita dopo l'alluvione del 1264 (insieme a Fra Giovanni) ed i progetti della basiliche di Santa Maria Novella a Firenze (1279) e Santa Maria sopra Minerva a Roma (1282), in collaborazione con Fra Sisto.